# パレラルワードル
パレラルワードル (Palleral Wordl) は、お笑い、ホラー、グラビア、音楽などのさまざまなジャンルの映像作品をVR（バーチャル・リアリティ）でリリースするバラエティVRメーカーである。

## 概要
元々はCDの音楽レーベル、DVD制作を行っていた株式会社グラジオラス（本社：世田谷区/設立：2003年）がVRに特化したコンテンツメーカーとして設立。主な配信先をDMM.comとして毎週金曜日を定期リリース日としている。

## 作品の特徴
- 近すぎる芸人シリーズ：鳥居みゆき、ドランクドラゴン鈴木などお笑い芸人を起用したネタをVRで魅せるシリーズ。
- 近過ぎるアイドルシリーズ：グループアイドルのLIVEミュージックビデオを3DVRで収録するシリーズ。
- 着エロの神さまシリーズ：グラビアモデルのセクシーな着エロVRシリーズ